# Wspólnota administracyjna Bad Königshofen im Grabfeld
Wspólnota administracyjna Bad Königshofen im Grabfeld – wspólnota administracyjna (niem. Verwaltungsgemeinschaft) w Niemczech, w kraju związkowym Bawaria, w rejencji Dolna Frankonia, w regionie Main-Rhön, w powiecie Rhön-Grabfeld. Siedziba wspólnoty znajduje się w mieście Bad Königshofen im Grabfeld, które jednak do niej nie należy.
Wspólnota administracyjna zrzesza jedna gminę targową (Markt) oraz sześć gmin wiejskich (Gemeinde): 
- Aubstadt, 734 mieszkańców, 11,93 km²
- Großbardorf, 909 mieszkańców, 16,54 km²
- Herbstadt, 642 mieszkańców, 20,69 km²
- Höchheim, 1 164 mieszkańców, 25,25 km²
- Sulzdorf an der Lederhecke, 1 132 mieszkańców, 36,41 km²
- Sulzfeld, 1 736 mieszkańców, 22,52 km²
- Trappstadt, gmina targowa, 1 011 mieszkańców, 25,80 km²